# Nationale politieke groepering
Een nationale politieke groepering (Spaans: Agrupación política nacional), afgekort APN, is een door de Mexicaanse wet erkende politieke vereniging. APN's bestaan ter bevordering van de democratie en de politieke cultuur van het land en ontvangen subsidie van het Nationaal Electoraal Instituut (INE), maar mogen niet deelnemen aan verkiezingen. In 2020 waren er 87 erkende nationale politieke groeperingen.
Om als nationale politieke groepering erkend te worden moet een vereniging een politiek beginselprogramma hebben en minimaal vijfduizend leden in minimaal zeven staten. Verder mag een dergelijke vereniging zichzelf geen partij (partido) noemen. De registratie van APN's wordt bijgehouden door het INE. Het aantal APN's schommelt, maar is meestal iets meer dan honderd. Volgens de Mexicaanse kieswet kan een politieke partij slechts voorkomen uit een APN; wil een APN als politieke partij erkend worden, dan heeft het de handtekeningen van 0,25% van de bevolking nodig. Andersom komt het voor dat politieke partijen die hun officiële erkenning verloren hebben voortbestaan als APN.
Een aantal bekende APN's zijn:
- Beweging naar het Socialisme (MAS)
- Comité van Politieke Vrouwen (JMP)
- Nationaal Synarchistische Unie (UNS)
- Sociale Alliantie (de voormalige Sociale Alliantiepartij (PAS))
- Socialistische Convergentie (de voormalige Revolutionaire Arbeiderspartij (PRT))
- Socialistische Volks (de voormalige Socialistische Volkspartij (PPS))